# Podhajcei csata

## Első csata
Podhajcei csata 1667. október 6–16. Sobieski János hetman 3000 katonával és 6000 felfegyverzett paraszttal megerősített táborában védekezett húszezer kozákkal és tatárral szemben. Ez idő alatt más lengyel egységek megakadályozták a kozákokat és tatárokat abban, hogy élelem-utánpótláshoz jussanak. Október 16-án Adil Giráj krími kán, október 19-én Petro Dorosenko, kozák hetman lováról leszállva esedezett, hogy katonáival a király őfelségéhez hű lesz, és békét kötött Sobieskivel.

## Második csata
Podhajcei csata 1698. szeptember 8–9-én. Feliks Kazimierz Potocki 6000 lengyellel győzelmet aratott a 14 000 fős tatár hadseregen. Ez volt az utolsó csata lengyelek és tatárok között. 1699. február 26-án a karłowicei (Kamieniec Podolski) béke után visszatér Lengyelországba.